# Homme de Saccopastore
L’Homme de Saccopastore est le nom donné à un ensemble de fossiles humains découverts à Sacco Pastore, près de Rome, en Italie, constitué notamment de deux crânes, le premier découvert en 1929 par Mario Grazioli, propriétaire de la gravière de Sacco Pastore, et le second en 1935 par les paléoantropologues Alberto Carlo Blanc et Henri Breuil.

Les fossiles, datés d'environ 250 000 ans, ont été attribués à l'espèce Homo neanderthalensis, et sont les plus anciens de cette espèce découverts à ce jour en Italie.

## Découverte

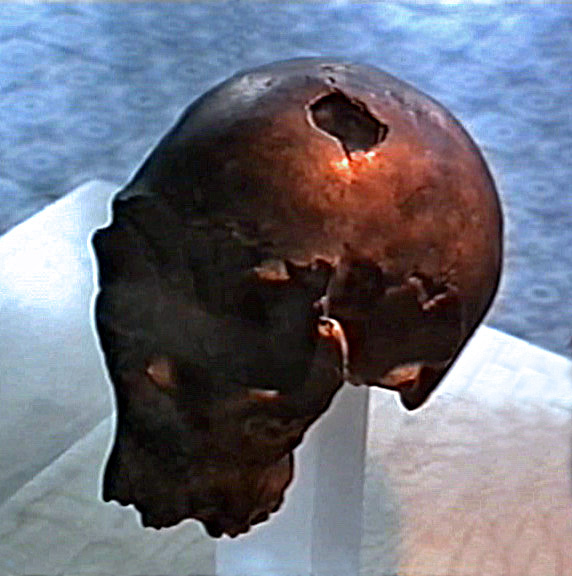
Crâne Saccopastore 1 à l'Institut royal des sciences naturelles de Belgique (moulage)

Le premier crâne fut découvert en 1929 par le duc Mario Grazioli, propriétaire de la gravière de Sacco Pastore, une localité de la banlieue romaine sur la rive gauche de l’Aniene, à environ 6 mètres de profondeur.

Dans la même localité, en 1935, Alberto Carlo Blanc et Henri Breuil découvrirent un second crâne à une profondeur de 3 mètres.
Dans le gisement, on trouva également des os d’Elephas antiquus, d’Hippopotamus major, et de Rhinocéros de Merck, en même temps que des outils de pierre de type moustérien, qui témoignaient de l'ancienneté de la découverte.
Aujourd'hui la localité de Sacco Pastore se trouve sur la Via Nomentana, et est englobée dans la banlieue nord-est de la ville de Rome. 

## Description
Le premier crâne, dit Saccopastore I, appartient à une jeune femme et a perdu la partie inférieure du visage. Le second crâne, dit Saccopastore II, peut être attribué à un homme adulte et il n’en reste que la base du crâne et une partie du visage. Les deux crânes présentent les caractéristiques de l'Homme de Néandertal, comme des arcades sourcilières puissantes, mais ils s'en distinguent par la présence d'une fosse canine dans les maxillaires, quoique assez atténuée. 
L'Homme de Saccopastore présente quelques caractères plus primitifs que l'Homme de Néandertal classique, mais par certains caractères comme la fosse canine, il semble plus proche de l'homme actuel. 
La présence dans le crâne de Saccopastore I d'un grand trou, qui semble avoir été pratiqué intentionnellement pour en ôter le contenu, a fait penser à des pratiques cannibales que suivaient peut-être les hommes de cette époque.

## Datation
Les deux crânes avaient d'abord été datés d'environ 125 000 ans, d'après la stratigraphie, ce qui ne correspondait pas avec l'âge présumé de l'outillage lithique trouvé avec les fossiles, jugé d'aspect plus ancien.
Une nouvelle procédure de datation a été menée en 2015, qui a conclu à un âge d'environ 250 000 ans, doublant la précédente estimation. Elle a été le fruit d'une collaboration entre des géologues de l’Institut National Italien de Géophysique et de Volcanologie (INGV) et des paléoanthropologues et paléontologues de l'Université de Rome et de l'Université du Wisconsin. Cette nouvelle datation est cohérente avec l'âge estimé des onze outils lithiques trouvés avec les fossiles.
L'Homme de Saccopastore est ainsi le représentant connu le plus ancien de l'espèce Homo neanderthalensis dans la péninsule italienne, devant l'Homme d'Altamura, daté quant à lui de 187 000 ans.

## Conservation
Les crânes ont été à l'origine conservés à l'institut d’Anthropologie de l'Université de Rome, alors sous la direction du professeur Giuseppe Sergi. Pendant la Seconde Guerre mondiale, il les a tenus cachés pour les protéger des allemands qui recherchaient des trésors fossiles. Quand le professeur Sergi prit sa retraite comme directeur, les crânes devinrent sa propriété privée. Ils se trouvent aujourd’hui au Musée d'Anthropologie « Giuseppe Sergi » de l’Université de Rome « La Sapienza ».